# Julijan Toledski
Julijan Toledski (Toledo, 642. – Toledo, 690.), nadbiskup Toleda u doba vladavine Vizigota u Hispaniji, pisac, povjesničar i svetac.

## Životopis
Roditelji su mu bili Židovi, ali je bio odgajan u kršćanskom duhu. Obrazovanje je stekao u školi pri toledskoj katedrali gdje je bio duhovni učenik nadbiskupa Eugenija II. Bio je prvi nadbiskup koji je imao cijeli Iberijski poluotok u svojoj nadležnosti i koji je zaslužan za vjersku centralizaciju iberijske crkve u Toledu. Ovaj položaj je dobio zahvaljujući sudjelovanju u uroti protiv vizigotskog kralja Vambe 680. godine.
Predsjedavao je u nekoliko vijeća i sinoda, a uradio je i reviziju mozarapske liturgije. Bio je vrlo plodan pisac. Među njegovim djelima treba spomenuti Proročanstva, knjigu o smrti, biografiju kralja Vambe, kao i knjigu o budućnosti (687). Zaslužan je i za progon Židova, na dvanaestom Saboru u Toledu, naveo je kralja Erviga (koji je zbacio Vambu) da odobri veoma surove protužidovske zakone.
Umro je u Toledu 690. godine prirodnom smrću. Katolička crkva ga je proglasila svetim, a slavi se 8. ožujka.

## Vanjske poveznice
- ARTEHISTORIA Julián de Toledo
- Biblioteca Virtual Ignacio Larramendi.  Arhivirana inačica izvorne stranice od 27. rujna 2007. (Wayback Machine) Julián de Toledo
- El Almanaque Julián de Toledo